# ورم ليفي سني مينائي
الورم الليفي السني المينائي (AFO) هو ورم حميد يتميز بخصائص الورم الليفي المينائي مع وجود أنسجة صلبة من المينا والعاج. يعتبر الورم حميد بشكل عام، لكن يوجد حالات يتحول فيه إلى ساركوما ليفية مينائية وساركوما عاجية خبيثة. يعتقد الباحثان كان إل أر، وبلوم تي بأن «نظرية النضج» هي التفسير لهذه الحالة، والتي اقترحت أن الورم الليفي السني المينائي هو مرحلة وسيطة وسيتطور في نهاية المطاف خلال فترة تكوين الأسنان إلى ورم سني معقد، وبالتالي سيشكل ورمًا يدعى بالورم العابي (وأحيانًا يسمى الورم العيبي).
تعرّف منظمة الصحة العالمية الورم الليفي السني المينائي على أنه ورم يتكون من أرومة ظاهرية متوسطية خارجية عاجية المنشأ تشبه الحليمة السنية، والخيوط الظهارية والعش الذي يشبه الصفيحة السنية مع أجزاء من المينا والعاج. يوجد إجماع على أنه يجب تصنيف الورم الليفي السني المينائي ضمن الأورام السنية الحميدة. وذلك لأنه بمجرد أن تبدأ الأنسجة الصلبة في التشكل، ستتكون الأورام السنية في النهاية. نشرت منظمة الصحة العالمية التصنيف الأخير المنشور في عام 2017 الورم الليفي السني المينائي من بين الأورام السنية الحميدة. وفقًا للباحث تيكيسين إس وزملاؤه، يجب الاعتماد على العمر وحجم الآفة للتمييز بين الآفات ذات الطبيعة الورمية الحقيقية وآفات الأورام العابية.

## تاريخيًا
في البداية سُمي الورم الليفي السني المينائي باسم الورم السني المينائي. كان هوكر أول من استخدم مصطلح الورم الليفي السني المينائي في عام 1967. صنفت منظمة الصحة العالمية الأورام السنية لأول مرة في عام 1971 (الطبعة الأولى). في عام 2005، أدرجت الأورام المختلطة في تصنيف الأورام السنية من قبل منظمة الصحة العالمية كأورام لها ظهارة سنية المنشأ جنبًا إلى جنب مع أرومة ظاهرية متوسطية سنية المنشأ. ويشمل ذلك الورم الليفي المينائي (AF)، والورم الليفي العابي (AFD)، والورم الليفي السني المينائي (AFO). وفقًا لمفهوم الاستمرارية، تقع الأورام السابقة في نفس الطيف ولكن على درجات مختلفة اعتمادًا على النضج، فالورم الليفي المينائي والورم السني يقعان في طرفَي الطيف، بينما يقع الورم الليفي السني المينائي والورم الليفي العيبي في الوسط. يتكون الورم الليفي السني المينائي من ظهارة سنية المنشأ جنبًا إلى جنب مع المينا والعاج.

## الانتشار
الورم الليفي السني المينائي هو ورم سني نادر ويمثل حوالي 2% من جميع أورام الفك. يحدث هذا الورم عادة في العقد الأول والثاني من العمر وهو أكثر شيوعًا في المنطقة الخلفية للفك السفلي. لا يظهر أي ميل لأحد الجنسين. أثبت سلوتويغ بي جي أن البيانات المتعلقة بالعمر والموقع والجنس كانت متوافقة مع مفهوم أن الورم الليفي السني المينائي هو ورم سني معقد غير ناضج، مما يشير إلى أنه ورم عابٍ (أو عيبي).

## التظاهرات السريرية
يظهر الورم في الفئات العمرية الأصغر، عادة في العقد الثاني من العمر. يعتبر فشل بزوغ الأسنان أكثر الشكاوى شيوعًا. في حالة التورمات الكبيرة، قد يظهر تشوه وإزاحة للأسنان البازغة. الألم وتشوش الحس ليسا من سمات الورم. قد يُكتشف الورم عرضيًا أثناء الاستقصاء الشعاعي. تحدث الآفة بشكل شائع في المنطقة الخلفية للفك (الفك السفلي). تتسبب الأجسام الهوائية الفكية الضخمة في تدمير الجيوب الأنفية وتشوه الوجه وتثقيب الصفائح القشرية أو تمديدها إلى أرضية عظمَي الحجاج والعظم الإسفيني.